# عیسی آل کثیر
عیسی آل کثیر (زادهٔ ۱۸ بهمن ۱۳۶۸) بازیکن فوتبال اهل ایران است که در پست مهاجم برای باشگاه فوتبال استقلال در لیگ برتر خلیج فارس بازی می‌کند.
وی در زمان عضویت در تیم آلومینیوم هرمزگان، آقای گل رقابت‌های لیگ آزادگان ۹۴–۱۳۹۳ شد.

## عملکرد باشگاهی

### استقلال اهواز
آل کثیر در فصل ۲۰۱۱ برای تیم استقلال اهواز به میدان می‌رفت.

### پیکان تهران
در فصل ۲۰۱۳–۲۰۱۲ لیگ، او در ۱۲ مسابقه برای تیم پیکان به میدان رفت.

### البدر بندر کنگ
در فصل ۲۰۱۴–۲۰۱۳ او در ۱۹ مسابقه برای باشگاه البدر بندر کنگ به میدان رفت و ۷ گل هم زد.

### آلومینیوم هرمزگان
در فصل ۲۰۱۵–۲۰۱۴ آل کثیر در ۱۹ بازی برای تیم فوتبال آلومینیوم هرمزگان به میدان رفت و ۱۱ گل زد.

### نفت تهران

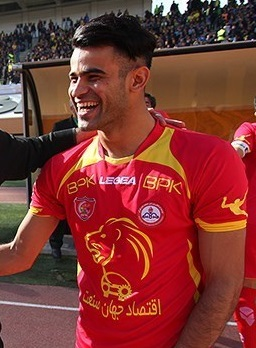
آل کثیر در بازی نفت تهران برابر سپاهان در دی ۱۳۹۵

از فصل ۲۰۱۵ لیگ تا ۲۰۱۸، آل کثیر در ۵۹ مسابقه برای تیم نفت تهران به میدان رفت و در لیگ برتر ایران ۱۰ گل هم زد. او با نفت در جام حذفی فوتبال ایران ۹۶–۱۳۹۵ به قهرمانی دست یافت.

### پیکان تهران
در ۲۷ خرداد ۱۳۹۷، آل کثیر با قراردادی یک ساله به تیم فوتبال پیکان پیوست و شاگرد مجید جلالی در این تیم شد. در طول یک فصل بازی برای این تیم، وی توانست در ۲۵ حضور در ترکیب اصلی، ۸ گل بزند.

### صنعت نفت آبادان
آل کثیر پس از توافق با مدیرعامل باشگاه صنعت نفت آبادان، در لیگ برتر نوزدهم، شاگرد دراگان اسکوچیچ شد. او برای یک فصل در این تیم به میدان رفت و در مجموع، ۲۶ بازی و ۱۲ گل در لیگ حاصل کار او بود.

### پرسپولیس تهران
در ۱۱ شهریور ۱۳۹۹، آل کثیر با قراردادی دو ساله به تیم پرسپولیس پیوست.
نخستین بازی او برای پرسپولیس، در ۲۵ شهریور ۱۳۹۹ در مرحلهٔ گروهی لیگ قهرمانان آسیا ۲۰۲۰ در ورزشگاه بنیاد قطر در مسابقه‌ای برابر التعاون بود که با پیروزی ۱ بر ۰ پرسپولیس، همراه شد.
او در جریان مسابقات لیگ قهرمانان آسیا ۲۰۲۰، عملکرد خوبی داشت و توانست گل‌های مهمی برای تیمش بزند. پس از گلی که برابر السد زد، پیراهنش را درآورد و صدا و سیمای جمهوری اسلامی ایران این حرکت را سانسور کرده و پخش نکرد و بعداً برخی از عوامل داخلی این سازمان، خواستار گوشزد و تذکر به آل کثیر برای انجام شادی‌های قابل پخش شدند. این موضوع تا مدتی با واکنش‌های شدید کاربران ایرانی در شبکه‌های اجتماعی همراه شد. کمی بعد، پس از اینکه او از شادی گل دیگری در برابر پاختاکور ازبکستان بهره برد، کنفدراسیون فوتبال آسیا او را شش ماه از حضور در مسابقات فوتبال محروم کرد. با وجود اینکه این سازمان این شادی گل را مصداق تحقیر نژادی دانست اما آل کثیر چنین مفهومی در شادی خود را رد کرد. در فروردین ۱۴۰۰، وی پس از گذر از دوران محرومیت ۶ ماهه خود، به میدان مسابقات بازگشت. در کل او ۱۸ بازی لیگ کشوری ایران، یک بازی جام حذفی ایران و دو بازی لیگ قهرمانان آسیا را در تیم فوتبال پرسپولیس، با این محرومیت، از دست داده است.

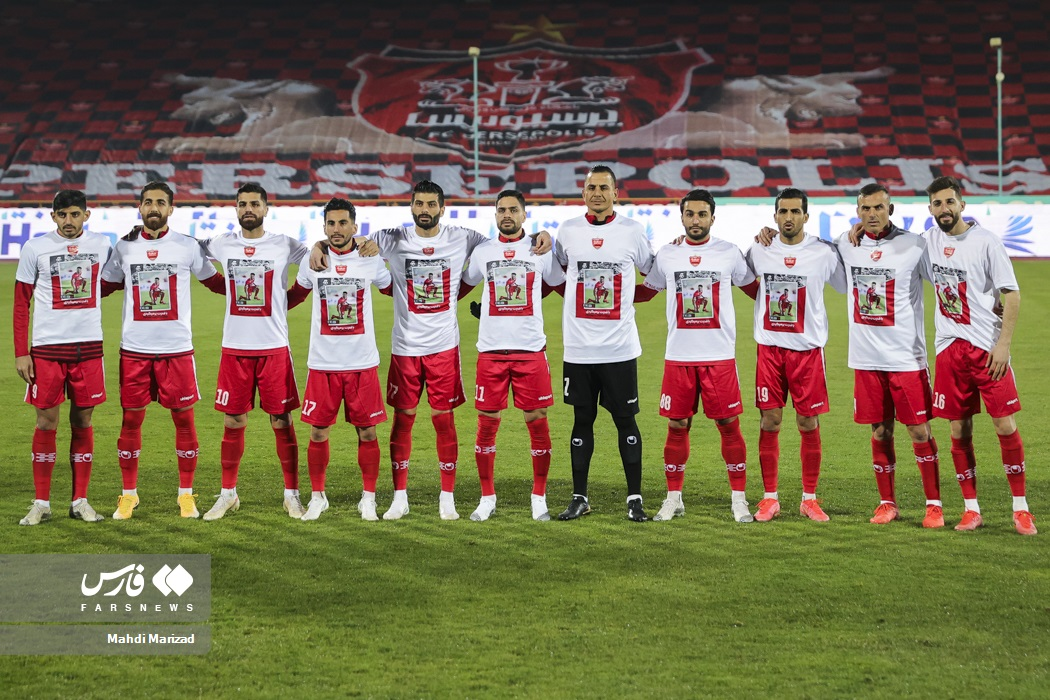
بازیکنان پرسپولیس به یاد عیسی آل کثیر که رباط صلیبی پاره کرد.

در دی ۱۴۰۰ آل‌کثیر با مصدومیت رباط صلیبی روبرو شد و ادامه فصل را کاملاً از دست داد. او در حالی با چنین مصدومیتی روبرو شد که امید آقای گلی لیگ و بهترین گل‌زن این فصل پرسپولیس تا به هنگام مصدومیتش بود.

### استقلال تهران
آل کثیر در نقل و انتقالات لیگ بیست و پنجم با عقد قراردادی به مدت یک فصل راهی استقلال شد. این انتقال، واکنش و انتقاد هواداران و پیشکسوتان استقلال را در پی داشت. علیرضا اکبرپور، بازیکن پیشین تیم فوتبال استقلال در گفت‌وگو با ایسنا گفت: «با شنیدن این خبر انگار با پتک بر سر من زدند.»

## آمار باشگاهی
تا تاریخ ۲۵ اردیبهشت ۱۴۰۴
| باشگاه                  | دسته                    | فصل                     | لیگ برتر | لیگ برتر | جام حذفی | جام حذفی | آسیا | آسیا | سوپر جام | سوپر جام | مجموع | مجموع |
| باشگاه                  | دسته                    | فصل                     | بازی     | گل       | بازی     | گل       | بازی | گل   | بازی     | گل       | بازی  | گل    |
| ----------------------- | ----------------------- | ----------------------- | -------- | -------- | -------- | -------- | ---- | ---- | -------- | -------- | ----- | ----- |
| پیکان                   | لیگ برتر                | ۹۲–۱۳۹۱                 | ۱۲       | ۰        | ۱        | ۰        | –    | –    | –        | –        | ۱۳    | ۰     |
| پیکان                   | لیگ برتر                | ۹۸–۱۳۹۷                 | ۲۵       | ۸        | ۱        | ۰        | –    | –    | –        | –        | ۲۶    | ۸     |
| مجموع پیکان             | مجموع پیکان             | مجموع پیکان             | ۳۷       | ۸        | ۲        | ۰        | –    | –    | –        | –        | ۳۹    | ۸     |
| البدر بندر کنگ          | لیگ یک                  | ۹۳–۱۳۹۲                 | ۱۹       | ۷        | ۲        | ۰        | –    | –    | –        | –        | ۲۱    | ۷     |
| مجموع البدر بندر کنگ    | مجموع البدر بندر کنگ    | مجموع البدر بندر کنگ    | ۱۹       | ۷        | ۲        | ۰        | –    | –    | –        | –        | ۲۱    | ۷     |
| آلومینیوم هرمزگان       | لیگ یک                  | ۹۴–۱۳۹۳                 | ۳۳       | ۲۱       | ۲        | ۲        | –    | –    | –        | –        | ۳۵    | ۲۳    |
| مجموع آلومینیوم هرمزگان | مجموع آلومینیوم هرمزگان | مجموع آلومینیوم هرمزگان | ۳۳       | ۲۱       | ۲        | ۲        | –    | –    | –        | –        | ۳۵    | ۲۳    |
| نفت تهران               | لیگ برتر                | ۹۵–۱۳۹۴                 | ۱۴       | ۰        | ۲        | ۰        | ۳    | ۰    | –        | –        | ۱۹    | ۰     |
| نفت تهران               | لیگ برتر                | ۹۶–۱۳۹۵                 | ۲۲       | ۴        | ۵        | ۳        | –    | –    | –        | –        | ۲۷    | ۷     |
| نفت تهران               | لیگ برتر                | ۹۷–۱۳۹۶                 | ۲۷       | ۸        | ۲        | ۱        | –    | –    | ۱        | ۰        | ۳۰    | ۹     |
| مجموع نفت تهران         | مجموع نفت تهران         | مجموع نفت تهران         | ۶۳       | ۱۲       | ۹        | ۴        | ۳    | ۰    | ۱        | ۰        | ۷۶    | ۱۶    |
| صنعت نفت آبادان         | لیگ برتر                | ۹۹–۱۳۹۸                 | ۲۶       | ۱۲       | ۲        | ۰        | –    | –    | –        | –        | ۲۸    | ۱۲    |
| مجموع صنعت نفت          | مجموع صنعت نفت          | مجموع صنعت نفت          | ۲۶       | ۱۲       | ۲        | ۰        | –    | –    | –        | –        | ۲۸    | ۱۲    |
| پرسپولیس                | لیگ برتر                | ۰۰–۱۳۹۹                 | ۱۱       | ۳        | ۲        | ۰        | ۱۲   | ۶    | ۱        | ۱        | ۲۶    | ۱۰    |
| پرسپولیس                | لیگ برتر                | ۰۱–۱۴۰۰                 | ۱۴       | ۴        | ۱        | ۱        | ۲    | ۰    | ۰        | ۰        | ۱۷    | ۵     |
| پرسپولیس                | لیگ برتر                | ۰۲–۱۴۰۱                 | ۱۲       | ۱        | ۴        | ۳        | –    | –    | –        | –        | ۱۶    | ۴     |
| پرسپولیس                | لیگ برتر                | ۰۳–۱۴۰۲                 | ۱۴       | ۷        | ۲        | ۳        | ۰    | ۰    | –        | –        | ۱۶    | ۱۰    |
| پرسپولیس                | لیگ برتر                | ۰۴–۱۴۰۳                 | ۲۴       | ۳        | ۲        | ۰        | ۸    | ۰    | ۱        | ۰        | ۳۵    | ۳     |
| مجموع پرسپولیس          | مجموع پرسپولیس          | مجموع پرسپولیس          | ۷۵       | ۱۸       | ۱۱       | ۷        | ۲۲   | ۶    | ۲        | ۱        | ۱۱۰   | ۳۲    |
| سپاهان                  | لیگ برتر                | ۰۳–۱۴۰۲                 | ۹        | ۲        | ۰        | ۰        | ۳    | ۱    | –        | –        | ۱۲    | ۳     |
| مجموع سپاهان            | مجموع سپاهان            | مجموع سپاهان            | ۹        | ۲        | ۰        | ۰        | ۳    | ۱    | –        | –        | ۱۲    | ۳     |
| مجموع آمار              | مجموع آمار              | مجموع آمار              | ۲۶۲      | ۸۰       | ۲۸       | ۱۳       | ۲۸   | ۷    | ۳        | ۱        | ۳۲۱   | ۱۰۱   |

## افتخارات

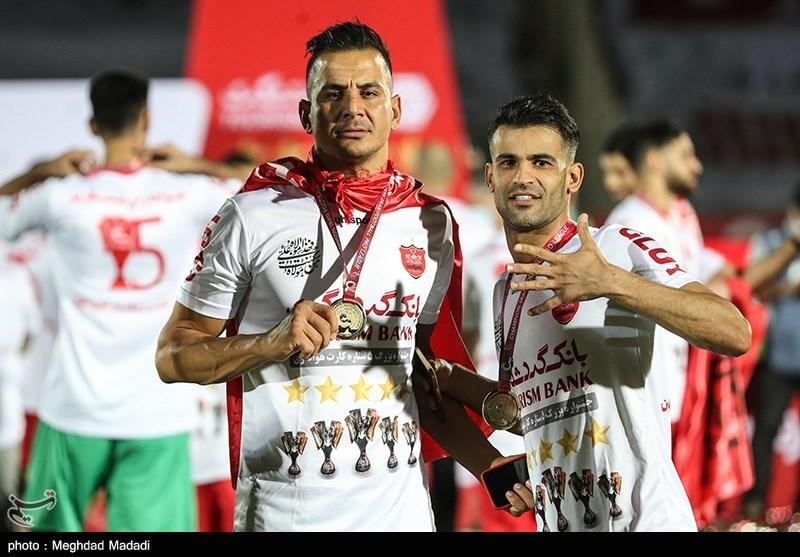
آل کثیر در کنار حامد لک در جشن قهرمانی پرسپولیس در لیگ بیستم، سال ۱۴۰۰

### باشگاهی
استقلال اهواز
- قهرمان لیگ دو ایران: ۹۱–۱۳۹۰

نفت تهران
- جام حذفی: ۹۶–۱۳۹۵
- سوپر جام فوتبال ایران: نایب قهرمان ۱۳۹۶

#### پرسپولیس
- لیگ برتر خلیج فارس
  - قهرمان (۳): ۱۴۰۰–۱۳۹۹، ۰۲–۱۴۰۱، ۰۳–۱۴۰۲
  - نائب قهرمان (۱): ۰۱–۱۴۰۰
- جام حذفی فوتبال ایران
  - قهرمان (۱): ۰۲–۱۴۰۱
- سوپر جام ایران
  - قهرمان (۲): ۱۳۹۹، ۱۴۰۲
  - نائب قهرمان (۱): ۱۴۰۰
- لیگ قهرمانان آسیا
  - نائب قهرمان (۱): ۲۰۲۰

### فردی
- بهترین گلزن لیگ آزادگان ۹۴–۱۳۹۳
- بهترین گلزن جام حذفی فوتبال ایران ۹۵–۱۳۹۴
- بهترین مهاجم سال نوروز فوتبالی از نگاه مردم: ۱۳۹۹